# Campeonato de Fórmula 2 de 2020
O Campeonato de Fórmula 2 de 2020 foi a quarta temporada do Campeonato de Fórmula 2 da FIA, um campeonato de automobilismo para automóveis de Fórmula 2 que é sancionado pela Federação Internacional de Automobilismo (FIA). É uma categoria de monopostos que serve como o segundo nível de corridas de fórmulas no FIA Global Pathway. A categoria foi disputada em apoio ao Campeonato Mundial de Fórmula 1 de 2020, com cada rodada ocorrendo em conjunto com um Grande Prêmio.
2020 era para ter sido a última temporada com o chassi Dallara F2 2018 que estreou em 2018 com um novo chassi introduzido para 2021. Porém, isso foi adiado por mais três temporadas, como consequência da pandemia de COVID-19.
O piloto da Prema Racing, Mick Schumacher, venceu o Campeonato de Pilotos após a última corrida da segunda rodada do Barém. No Campeonato de Equipes, a Prema Racing conquistou seu primeiro título de equipe da categoria após a vitória na corrida longa da segunda rodada do Barém.

## Pilotos e equipes

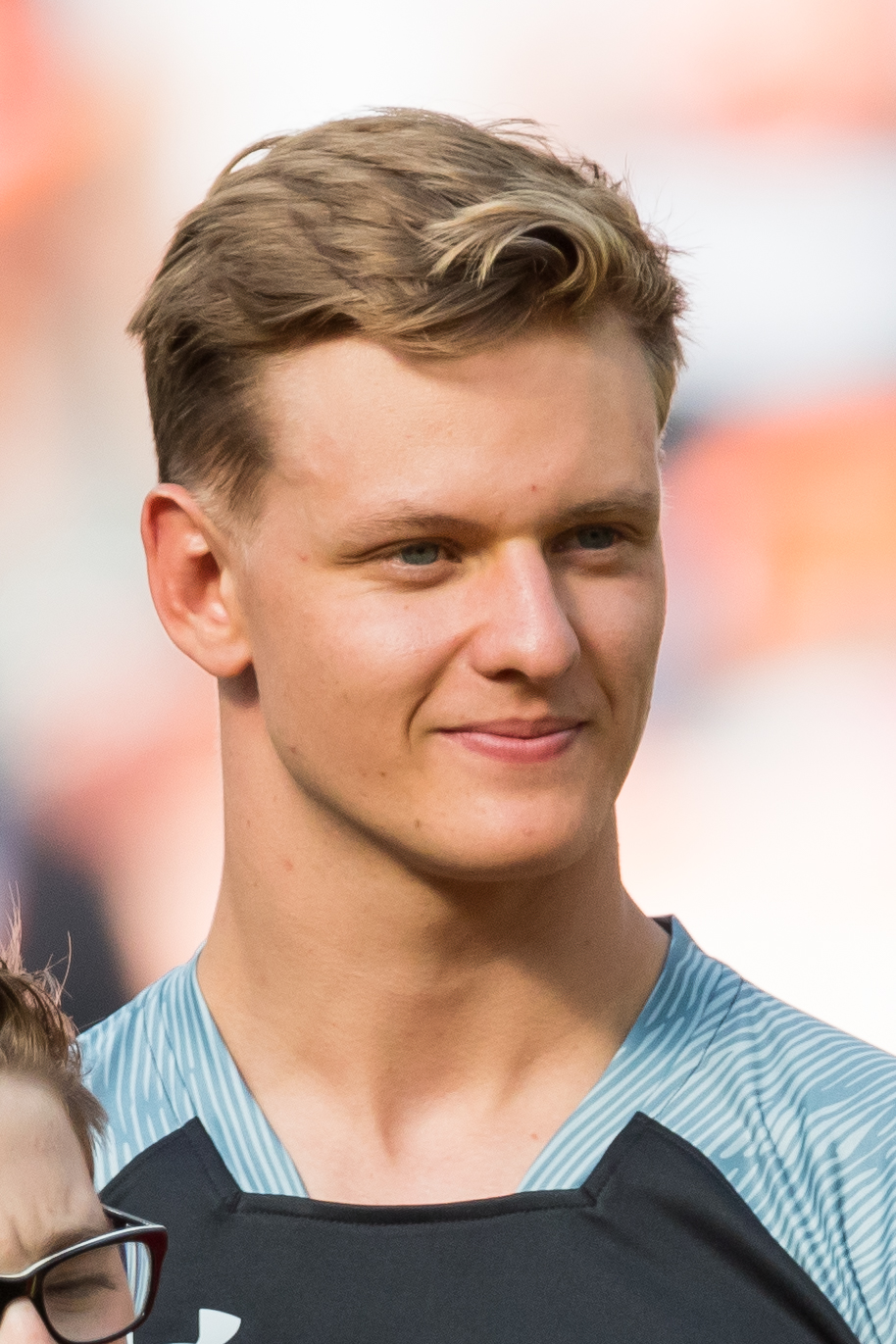
Campeão:  Mick Schumacher
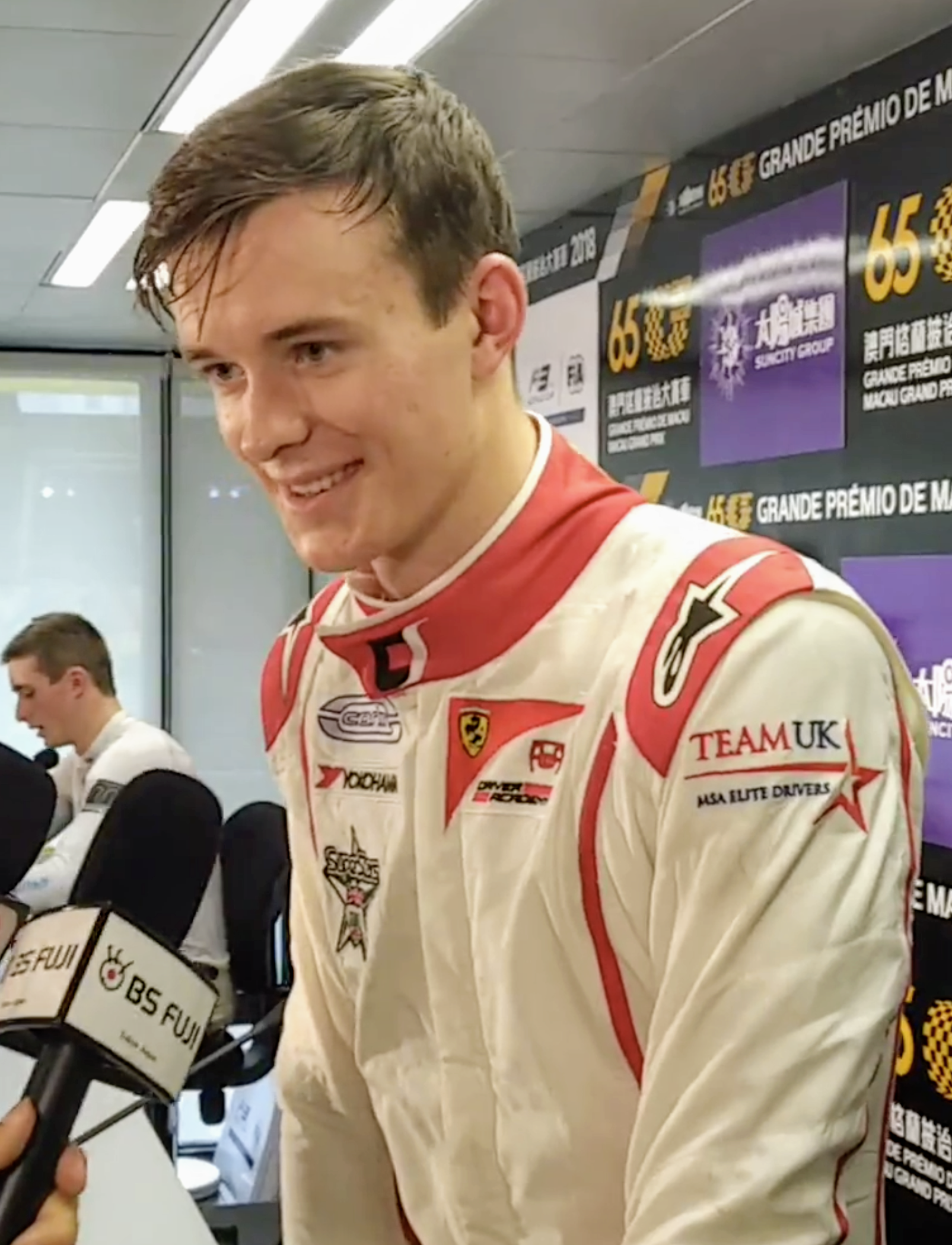
Vice-campeão:  Callum Ilott
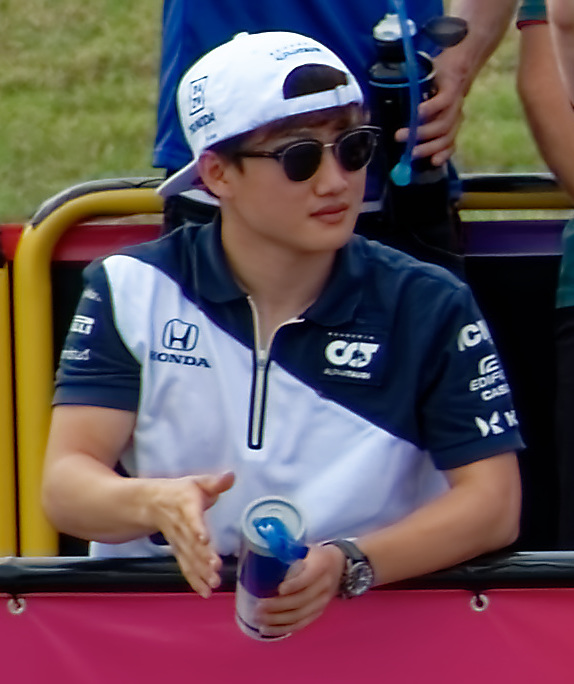
Terceiro lugar:  Yuki Tsunoda

Os seguintes pilotos e equipes competiram no Campeonato de Fórmula 2 de 2020. Como o campeonato é uma categoria de monotipos, todos os concorrentes competiram com um chassi Dallara F2 2018 idêntico, equipado com um motor turbo V6 desenvolvido pela Mecachrome. As equipes competiram com pneus fornecidos pela Pirelli.
| Equipe                | N.º | Pilotos             | Rodadas   |
| --------------------- | --- | ------------------- | --------- |
| DAMS                  | 1   | Sean Gelael         | 1-6,11-12 |
| DAMS                  | 2   | Dan Ticktum         | Todas     |
| UNI-Virtuosi Racing   | 3   | Guanyu Zhou         | Todas     |
| UNI-Virtuosi Racing   | 4   | Callum Ilott        | Todas     |
| ART Grand Prix        | 5   | Marcus Armstrong    | Todas     |
| ART Grand Prix        | 6   | Christian Lundgaard | Todas     |
| Carlin                | 7   | Yuki Tsunoda        | Todas     |
| Carlin                | 8   | Jehan Daruvala      | Todas     |
| Campos Racing         | 9   | Jack Aitken         | 1-11      |
| Campos Racing         | 10  | Guilherme Samaia    | Todas     |
| Charouz Racing System | 11  | Louis Delétraz      | Todas     |
| Charouz Racing System | 12  | Pedro Piquet        | Todas     |
| MP Motorsport         | 14  | Nobuharu Matsushita | 1-9       |
| MP Motorsport         | 15  | Felipe Drugovich    | Todas     |
| BWT HWA Racelab       | 16  | Artem Markelov      | Todas     |
| BWT HWA Racelab       | 17  | Giuliano Alesi      | 1-9       |
| Prema Racing          | 20  | Mick Schumacher     | Todas     |
| Prema Racing          | 21  | Robert Shwartzman   | Todas     |
| Trident               | 22  | Roy Nissany         | Todas     |
| Trident               | 23  | Marino Sato         | Todas     |
| Hitech Grand Prix     | 24  | Nikita Mazepin      | Todas     |
| Hitech Grand Prix     | 25  | Luca Ghiotto        | Todas     |
| Fonte:                |     |                     |           |

### Mudanças nas equipes
- A equipe HWA entrou na categoria no lugar da Arden International.[17] A HWA anteriormente havia formado uma parceria técnica com a equipe Arden para a temporada de 2019.[26]
- A Hitech Grand Prix se juntou a categoria, tornando assim na décima primeira equipe no grid do Campeonato de Fórmula 2 de 2020.[23]

### Mudanças nos pilotos
- Nyck de Vries deixou a ART Grand Prix e o campeonato para se juntar à equipe Mercedes-Benz EQ para a disputa da temporada de 2019–20 da Fórmula E.[27] O piloto da Ferrari Driver Academy e vice-campeão do Campeonato de Fórmula 3 da FIA de 2019, Marcus Armstrong, se juntou à equipe para a disputa do Campeonato de Fórmula 2 de 2020.[7] Christian Lundgaard continuou sua colaboração com a ART, sendo promovido a partir do Campeonato de Fórmula 3.[8] Nikita Mazepin deixou a equipe.
- Luca Ghiotto deixou a equipe UNI-Virtuosi Racing para se juntar a Hitech Grand Prix, ao lado de Nikita Mazepin.[28] Com Ghiotto combinando a Fórmula 2 com uma campanha no GT World Challenge Europe.
- O piloto da Ferrari Driver Academy, Callum Ilott, deixou a Sauber Junior Team by Charouz para se juntar a UNI-Virtuosi Racing.[7] Guanyu Zhou permaneceu na equipe pela segunda temporada consecutiva.[6]
- Depois de algumas participações pontuais com as equipes MP Motorsport e BWT Arden, Artem Markelov retornou ao campeonato com a estreante BWT HWA Racelab.[18] Giuliano Alesi deixou a Trident para se juntar a nova equipe.[7] Tatiana Calderón deixou a categoria para competir na Super Formula com a equipe ThreeBond Racing with Drago Corse.[29]
- A DAMS colocou na pista uma nova dupla de pilotos. Sean Gelael se mudou para a equipe a partir da Prema Racing e se juntou a Dan Ticktum, bicampeão do Grande Prêmio de Macau.[5] Nicholas Latifi deixou o campeonato para se juntar à Williams para a disputa do Campeonato Mundial de Fórmula 1 de 2020,[30] enquanto que a decisão de contratar Gelael e Ticktum significou que Sérgio Sette Câmara deixou a equipe.
- O campeão do Campeonato de Fórmula 3 de 2019, Robert Shwartzman, se juntou ao campeonato com a equipe Prema Racing. Shwartzman substituindo Sean Gelael como companheiro de equipe de Mick Schumacher.[20]
- Pedro Piquet, que terminou em quinto no Campeonato de Fórmula 3 de 2019, passou para a Fórmula 2 e se juntou a Charouz Racing System. Louis Delétraz, que já havia disputado pela Charouz em 2018, retornou à equipe após disputar a temporada de 2019 pela Carlin.[13] Juan Manuel Correa, que disputou pela equipe em 2019, foi descartado devido sua reabilitação de uma grave lesão,[31] enquanto Matevos Isaakyan — que substituiu Correa nas rodadas finais do campeonato de 2019 — não foi recontratado.
- O campeão da Eurofórmula Open de 2018, Felipe Drugovich, saiu do Campeonato de Fórmula 3 para disputar a Fórmula 2 com a MP Motorsport.[32] Ele se tornou companheiro de equipe do ex-piloto da Carlin Nobuharu Matsushita.[33] Jordan King e Mahaveer Raghunathan deixaram a equipe.
- Os pilotos júniors da Red Bull, Jehan Daruvala e Yuki Tsunoda (também piloto júnior da Honda) estrearam na Fórmula 2 com equipe Carlin, substituindo Louis Delétraz e Nobuharu Matsushita.[10][9]
- Jack Aitken permaneceu com a Campos Racing, sendo parceiro do campeão da Fórmula 3 A Brasil de 2017, Guilherme Samaia.[11][34] Enquanto que Marino Sato deixou a equipe para se juntar a Trident.[22]
- Roy Nissany também se juntou a equipe Trident, ele já havia disputado o campeonato em 2018 com a Campos Racing.[21]

#### Mudanças no meio da temporada
- Jüri Vips se juntou a equipe DAMS, substituindo o lesionado Sean Gelael a partir da etapa de Spa-Francorchamps, na Bélgica.[35]
- Após se envolver num incidente com Felipe Drugovich na etapa de Mugello, Nobuharu Matsushita anunciou sua saída da MP Motorsport e também da Fórmula 2, sendo substituído por Giuliano Alesi.[36] A vaga do piloto francês na BWT HWA Racelab foi herdada pelo britânico Jake Hughes, vindo da Fórmula 3, e posteriormente por Théo Pourchaire, também vindo da Fórmula 3.[37][38]
- Após a ida de George Russel para a Mercedes, Jack Aitken disputará o Grande Prêmio de Sakhir pela Wlliams, com isso Ralph Boschung disputará a etapa final da Fórmula 2 em Sakhir, no Barém, pela Campos Racing.[39]

## Calendário
O calendário original do Campeonato de Fórmula 2 de 2020 era composto por doze etapas, mas a pandemia de COVID-19 provocou grandes mudanças. Cada rodada consistia em duas corridas: uma corrida longa, que percorria 170 km e incluía uma parada obrigatória nos boxes; e uma corrida curta, que percorria mais de 120 km e não requeria nenhuma parada nos boxes. O calendário de 2019 não mudou em relação ao de 2018.
| Etapa               | Circuito                                   | Corrida longa  | Corrida curta  |
| ------------------- | ------------------------------------------ | -------------- | -------------- |
| 1                   | Red Bull Ring, Spielberg                   | 4 de julho     | 5 de julho     |
| 2                   | Red Bull Ring, Spielberg                   | 11 de julho    | 12 de julho    |
| 3                   | Hungaroring, Mogyoród                      | 18 de julho    | 19 de julho    |
| 4                   | Circuito de Silverstone, Silverstone       | 1 de agosto    | 2 de agosto    |
| 5                   | Circuito de Silverstone, Silverstone       | 8 de agosto    | 9 de agosto    |
| 6                   | Circuito de Barcelona-Catalunha, Montmeló  | 15 de agosto   | 16 de agosto   |
| 7                   | Circuito de Spa-Francorchamps, Stavelot    | 29 de agosto   | 30 de agosto   |
| 8                   | Autódromo Nacional de Monza, Monza         | 5 de setembro  | 6 de setembro  |
| 9                   | Circuito de Mugello, Scarperia e San Piero | 12 de setembro | 13 de setembro |
| 10                  | Autódromo de Sóchi, Sóchi                  | 26 de setembro | 27 de setembro |
| 11                  | Circuito Internacional do Barém, Sakhir    | 28 de Novembro | 29 de Novembro |
| 12                  | Circuito Internacional do Barém, Sakhir    | 05 de Dezembro | 06 de Dezembro |
| Corridas canceladas |                                            |                |                |
| –                   | Circuito Urbano de Bacu, Bacu              | Cancelado      | Cancelado      |
| –                   | Circuito de Mônaco, Monte Carlo            | Cancelado      | Cancelado      |
| –                   | Circuito de Zandvoort, Zandvoort           | Cancelado      | Cancelado      |
| –                   | Circuito de Yas Marina, Abu Dhabi          | Cancelado      | Cancelado      |
| Fontes:             |                                            |                |                |

### Mudanças no calendário
- A rodada do circuito Paul Ricard, realizada em apoio ao Grande Prêmio da França, foi removida do calendário. Seria substituída por uma rodada no circuito de Zandvoort, que apoiaria o Grande Prêmio dos Países Baixos, que estava previsto para retornar ao calendário da Fórmula 1 em 2020, mas foi cancelado posteriormente.[40]

### Mudanças no calendário, e ações contra apandemia de COVID-19
- As corridas em Yas Marina, Bacu, Mônaco e Zandvoort foram canceladas, devido a pandemia de COVID-19.[44][45] Um calendário revisado foi publicado em junho de 2020, apresentando duas rodadas no Red Bull Ring e duas no circuito de Silverstone.[41] Posteriormente, em julho, foi confirmada uma rodada no circuito de Mugello.[42]

- As corridas em Barém e Sóchi foram adiadas e realocadas para finalizar o calendário.[46]

## Mudanças

### Mudanças técnicas
A categoria substituiu as rodas de 13 polegadas por rodas maiores de 18 polegadas, permitindo que a Pirelli, que também é fornecedora de pneus da Fórmula 1, colete dados sobre como os pneus maiores funcionariam antes da adoção pela Fórmula 1 de rodas de 18 polegadas em 2022.

## Resultados e classificações

### Resumo da temporada
| Etapa | Etapa | Circuito                        | Pole position       | Volta mais rápida   | Piloto vencedor     | Equipe vencedora    |
| ----- | ----- | ------------------------------- | ------------------- | ------------------- | ------------------- | ------------------- |
| 1     | L     | Red Bull Ring                   | Guanyu Zhou         | Guanyu Zhou         | Callum Ilott        | UNI-Virtuosi Racing |
| 1     | C     | Red Bull Ring                   |                     | Felipe Drugovich    | Felipe Drugovich    | MP Motorsport       |
| 2     | L     | Red Bull Ring                   | Yuki Tsunoda        | Roy Nissany         | Robert Shwartzman   | Prema Racing        |
| 2     | C     | Red Bull Ring                   |                     | Roy Nissany         | Christian Lundgaard | ART Grand Prix      |
| 3     | L     | Hungaroring                     | Callum Ilott        | Nikita Mazepin      | Robert Shwartzman   | Prema Racing        |
| 3     | C     | Hungaroring                     |                     | Guanyu Zhou         | Luca Ghiotto        | Hitech Grand Prix   |
| 4     | L     | Circuito de Silverstone         | Felipe Drugovich    | Guanyu Zhou         | Nikita Mazepin      | Hitech Grand Prix   |
| 4     | C     | Circuito de Silverstone         |                     | Christian Lundgaard | Dan Ticktum         | DAMS                |
| 5     | L     | Circuito de Silverstone         | Callum Ilott        | Jehan Daruvala      | Callum Ilott        | UNI-Virtuosi Racing |
| 5     | C     | Circuito de Silverstone         |                     | Christian Lundgaard | Yuki Tsunoda        | Carlin              |
| 6     | L     | Circuito de Barcelona-Catalunha | Callum Ilott        | Nobuharu Matsushita | Nobuharu Matsushita | MP Motorsport       |
| 6     | C     | Circuito de Barcelona-Catalunha |                     | Giuliano Alesi      | Felipe Drugovich    | MP Motorsport       |
| 7     | L     | Circuito de Spa-Francorchamps   | Yuki Tsunoda        | Robert Shwartzman   | Yuki Tsunoda        | Carlin              |
| 7     | C     | Circuito de Spa-Francorchamps   |                     | Jack Aitken         | Robert Shwartzman   | Prema Racing        |
| 8     | L     | Autódromo Nacional de Monza     | Callum Ilott        | Luca Ghiotto        | Mick Schumacher     | Prema Racing        |
| 8     | C     | Autódromo Nacional de Monza     |                     | Yuki Tsunoda        | Callum Ilott        | UNI-Virtuosi Racing |
| 9     | L     | Circuito de Mugello             | Christian Lundgaard | Guanyu Zhou         | Nikita Mazepin      | Hitech Grand Prix   |
| 9     | C     | Circuito de Mugello             |                     | Dan Ticktum         | Christian Lundgaard | ART Grand Prix      |
| 10    | L     | Autódromo de Sóchi              | Yuki Tsunoda        | Louis Delétraz      | Mick Schumacher     | Prema Racing        |
| 10    | C     | Autódromo de Sóchi              |                     | Nikita Mazepin      | Guanyu Zhou         | UNI-Virtuosi        |
| 11    | L     | Circuito Internacional do Barém | Callum Ilott        | Luca Ghiotto        | Felipe Drugovich    | MP Motorsport       |
| 11    | C     | Circuito Internacional do Barém |                     | Louis Delétraz      | Robert Shwartzman   | Prema Racing        |
| 12    | L     | Circuito Internacional do Barém | Yuki Tsunoda        | Mick Schumacher     | Yuki Tsunoda        | Carlin              |
| 12    | C     | Circuito Internacional do Barém |                     | Mick Schumacher     | Jehan Daruvala      | Carlin              |

### Sistema de pontuação
Os pontos eram atribuídos aos dez melhores classificados na corrida longa, e aos oito melhores classificados na corrida curta. O pole position da corrida longa também recebia quatro pontos, e dois pontos eram concedidos ao piloto que faz a volta mais rápida entre os dez primeiros colocados nas corridas longa e curta. Nenhum ponto extra era concedido ao pole position da corrida curta, pois o grid de largada para a segunda corrida era baseado nos resultados da primeira corrida com os oito melhores pilotos, tendo suas posições invertidas.
Pontos da corrida longa
| Posição | 1º | 2º | 3º | 4º | 5º | 6º | 7º | 8º | 9º | 10º | Pole | VMR |
| Pontos  | 25 | 18 | 15 | 12 | 10 | 8  | 6  | 4  | 2  | 1   | 4    | 2   |

Pontos da corrida curta
Os pontos eram atribuídos aos oito melhores classificados.
| Posição | 1º | 2º | 3º | 4º | 5º | 6º | 7º | 8º | VMR |
| Pontos  | 15 | 12 | 10 | 8  | 6  | 4  | 2  | 1  | 2   |

### Campeonato de Pilotos
| Pos. | Piloto              | RBR1 | RBR1 | RBR2 | RBR2 | HUN | HUN | SIL1 | SIL1 | SIL2 | SIL2 | CAT | CAT | SPA | SPA | MNZ | MNZ | MUG | MUG | SOC | SOC | BAR1 | BAR1 | BAR2 | BAR2 | Pontos |
| ---- | ------------------- | ---- | ---- | ---- | ---- | --- | --- | ---- | ---- | ---- | ---- | --- | --- | --- | --- | --- | --- | --- | --- | --- | --- | ---- | ---- | ---- | ---- | ------ |
| 1    | Mick Schumacher     | 11   | 7    | 4    | Ret  | 3   | 3   | 9    | 14   | 7    | 2    | 6   | 3   | 3   | 2   | 1   | 3   | 5   | 4   | 1   | 3   | 4    | 7    | 6    | 18   | 215    |
| 2    | Callum Ilott        | 1    | 9    | 5    | 5    | 8   | 2   | 5    | 21†  | 1    | 6    | 5   | 8   | 10  | Ret | 6   | 1   | 12  | 6   | 3   | 7   | 2    | 16   | 5    | 10   | 201    |
| 3    | Yuki Tsunoda        | 18   | 11   | 2    | Ret  | 16  | 18  | 3    | Ret  | 6    | 1    | 4   | 4   | 1   | 9   | 4   | NC  | 16  | 19  | 2   | 6   | 6    | 15   | 1    | 2    | 200    |
| 4    | Robert Shwartzman   | 3    | 4    | 1    | Ret  | 1   | 4   | 14   | 13   | 8    | 13   | 2   | 13  | 5   | 1   | 9   | 5   | Ret | 9   | 11  | 10  | 8    | 1    | 4    | 5    | 178    |
| 5    | Nikita Mazepin      | 14   | 10   | 14   | 8    | 2   | 5   | 1    | 5    | 4    | 8    | 13  | 6   | 2   | 4   | NC  | 8   | 1   | 18  | 7   | 2   | 5    | 2    | 9    | 9    | 164    |
| 6    | Christian Lundgaard | 4    | 5    | 6    | 1    | Ret | 13  | 4    | 2    | 2    | 21   | 11  | 11  | 17  | 7   | 3   | 2   | 6   | 1   | Ret | 13  | 19   | 6    | 21   | 12   | 149    |
| 7    | Guanyu Zhou         | 17   | 14   | 3    | 4    | 10  | 8   | 2    | 9    | 9    | 5    | 3   | 14  | 7   | 3   | 5   | NC  | Ret | 5   | 8   | 1   | 14   | 5    | 2    | 4    | 143,5  |
| 8    | Louis Delétraz      | 7    | 2    | 19   | 12   | 7   | 6   | 6    | 3    | 5    | 4    | 10  | 19  | 4   | 6   | 8   | 4   | 3   | 2   | 18  | 17  | 16   | 3    | 12   | 13   | 134    |
| 9    | Felipe Drugovich    | 8    | 1    | 13   | 13   | 5   | 16  | 7    | 6    | 10   | 12   | 7   | 1   | DSQ | 13  | 16  | Ret | 4   | 15  | Ret | 20  | 1    | 8    | 3    | 8    | 121    |
| 10   | Luca Ghiotto        | NL   | Ret  | 11   | 10   | 4   | 1   | 17   | 19†  | 13   | 10   | 8   | 2   | 9   | 5   | 2   | 15  | 2   | Ret | 4   | 5   | 12   | Ret  | 16   | 7    | 106    |
| 11   | Dan Ticktum         | 5    | 3    | 8    | 2    | 9   | NC  | 8    | 1    | 15   | 7    | 9   | 10  | 6   | 10  | 7   | DSQ | 17  | 17  | 10  | 8   | 9    | 12   | 8    | 3    | 86,5   |
| 12   | Jehan Daruvala      | 12   | 16   | 12   | 9    | 6   | 7   | 12   | 4    | 12   | 9    | 17  | 17  | 19  | 16  | 10  | 6   | 10  | 7   | 5   | 11  | 3    | Ret  | 7    | 1    | 72     |
| 13   | Marcus Armstrong    | 2    | Ret  | 7    | 3    | Ret | 9   | 16   | 10   | 14   | 14   | Ret | 15  | 15  | Ret | 14  | 18  | 9   | 11  | 9   | 14  | 7    | 4    | 11   | 14   | 52     |
| 14   | Jack Aitken         | 15   | 8    | 9    | 6    | 13  | 19  | 13   | 8    | 3    | 3    | 18† | 18  | 13  | 17  | 13  | 7   | Ret | 13  | 6   | 4   | 10   | 17†  |      |      | 48     |
| 15   | Nobuharu Matsushita | 9    | 6    | 17   | 11   | 12  | 11  | 10   | 7    | 11   | 18   | 1   | 5   | Ret | NL  | 15  | 11  | 11  | 14  |     |     |      |      |      |      | 42     |
| 16   | Jüri Vips           |      |      |      |      |     |     |      |      |      |      |     |     | 11  | 11  | 11  | 9   | 7   | 3   | Ret | 18  |      |      |      |      | 16     |
| 17   | Giuliano Alesi      | 6    | Ret  | 21   | 15   | 11  | 10  | 19   | 18   | 16   | 20   | Ret | 19  | 18  | 14  | 18  | 13  | Ret | Ret | 14  | 16  | 17   | 13   | 15   | 6    | 12     |
| 18   | Artem Markelov      | Ret  | 18   | NL   | 16   | Ret | 14  | 18   | 11   | 19   | 11   | 12  | 16  | 16  | 8   | 17  | 17  | 8   | 20  | 15  | 12  | 22   | 10   | 13   | 20   | 5      |
| 19   | Roy Nissany         | 10   | 12   | 15   | 18   | Ret | 17  | Ret  | 16   | 18   | 15   | Ret | 12  | 8   | Ret | 19  | 11  | 15  | 10  | Ret | 19  | 15   | 9    | 20   | 15   | 5      |
| 20   | Pedro Piquet        | 13   | 13   | 18   | 14   | 14  | 15  | 11   | 17   | 21   | 16   | 14  | 7   | 12  | 12  | 12  | 17  | 13  | 12  | 17  | 9   | 11   | 19†  | 10   | 11   | 3      |
| 21   | Sean Gelael         | Ret  | Ret  | 10   | 7    | 17  | 12  | 15   | Ret  | Ret  | NL   | 19† | Les | Les | Les | Les | Les | Les | Les | Les | Les | 13   | 14   | 19   | 17   | 3      |
| 22   | Marino Sato         | Ret  | 17   | 16   | Ret  | Ret | 20  | 20   | 12   | 17   | 17   | 15  | 21  | 15  | Ret | 20  | 14  | 14  | 8   | 13  | 15  | 20   | 11   | 17   | 16   | 1      |
| 23   | Jake Hughes         |      |      |      |      |     |     |      |      |      |      |     |     |     |     |     |     |     |     | 12  | Ret |      |      |      |      | 0      |
| 24   | Guilherme Samaia    | 16   | 15   | 20   | 17   | 15  | 21  | 21   | 15   | 20   | 19   | 16  | 20  | Ret | 15  | 22  | 15  | 18  | 16  | 16  | Ret | 21   | 18   | 22   | 19   | 0      |
| 25   | Ralph Boschung      |      |      |      |      |     |     |      |      |      |      |     |     |     |     |     |     |     |     |     |     |      |      | 14   | Ret  | 0      |
| 26   | Théo Pourchaire     |      |      |      |      |     |     |      |      |      |      |     |     |     |     |     |     |     |     |     |     | 18   | Ret  | 18   | 21   | 0      |
| Pos. | Piloto              | RBR1 | RBR1 | RBR2 | RBR2 | HUN | HUN | SIL1 | SIL1 | SIL2 | SIL2 | CAT | CAT | SPA | SPA | MNZ | MNZ | MUG | MUG | SOC | SOC | BAR1 | BAR1 | BAR2 | BAR2 | Pontos |

| Cor        | Resultado             |
| ---------- | --------------------- |
| Ouro       | Vencedor              |
| Prata      | 2.º lugar             |
| Bronze     | 3.º lugar             |
| Verde      | Terminou, nos pontos  |
| Azul       | Terminou, sem pontos  |
| Púrpura    | Ret – Retirou-se      |
| Vermelho   | NQ – Não qualificado  |
| Preto      | DSQ – Desqualificado  |
| Branco     | NL – Não largou       |
| Branco     | C – Corrida cancelada |
| Azul claro | AT – Apenas Treino    |
| Sem cor    | NP – Não participou   |
| Sem cor    | Les – Lesionado       |
| Sem cor    | EX – Excluído         |

### Campeonato de Equipes
| Pos. | Equipe                | No. | RBR1 | RBR1 | RBR2 | RBR2 | HUN | HUN | SIL1 | SIL1 | SIL2 | SIL2 | CAT | CAT | SPA | SPA | MNZ | MNZ | MUG | MUG | SOC | SOC | BAR1 | BAR1 | BAR2 | BAR2 | Pontos |
| ---- | --------------------- | --- | ---- | ---- | ---- | ---- | --- | --- | ---- | ---- | ---- | ---- | --- | --- | --- | --- | --- | --- | --- | --- | --- | --- | ---- | ---- | ---- | ---- | ------ |
| 1    | Prema Racing          | 20  | 11   | 7    | 4    | Ret  | 3   | 3   | 9    | 14   | 7    | 2    | 6   | 3   | 3   | 2   | 1   | 3   | 5   | 4   | 1   | 3   | 4    | 7    | 6    | 18   | 392    |
| 1    | Prema Racing          | 21  | 3    | 4    | 1    | Ret  | 1   | 4   | 14   | 13   | 8    | 13   | 2   | 13  | 5   | 1   | 9   | 5   | Ret | 9   | 11  | 10  | 8    | 1    | 4    | 5    | 392    |
| 2    | UNI-Virtuosi Racing   | 3   | 17   | 14   | 3    | 4    | 10  | 8   | 2    | 9    | 9    | 5    | 3   | 14  | 7   | 3   | 5   | NC  | Ret | 5   | 8   | 1   | 14   | 5    | 5    | 10   | 353    |
| 2    | UNI-Virtuosi Racing   | 4   | 1    | 9    | 5    | 5    | 8   | 2   | 5    | 21†  | 1    | 6    | 5   | 8   | 10  | Ret | 6   | 1   | 12  | 6   | 3   | 7   | 2    | 16   | 2    | 4    | 353    |
| 3    | Carlin                | 7   | 18   | 11   | 2    | Ret  | 16  | 18  | 3    | Ret  | 6    | 1    | 4   | 4   | 1   | 9   | 4   | NC  | 16  | 19  | 2   | 6   | 6    | 15   | 1    | 2    | 272    |
| 3    | Carlin                | 8   | 12   | 16   | 12   | 9    | 6   | 7   | 12   | 4    | 12   | 9    | 17  | 17  | 19  | 16  | 10  | 6   | 10  | 7   | 5   | 11  | 3    | Ret  | 7    | 1    | 272    |
| 4    | Hitech Grand Prix     | 24  | 14   | 10   | 14   | 8    | 2   | 5   | 1    | 5    | 4    | 8    | 13  | 6   | 2   | 4   | NC  | 8   | 1   | 18  | 7   | 2   | 5    | 2    | 9    | 9    | 270    |
| 4    | Hitech Grand Prix     | 25  | NL   | Ret  | 11   | 10   | 4   | 1   | 17   | 19†  | 13   | 10   | 8   | 2   | 9   | 5   | 2   | 15  | 2   | Ret | 4   | 5   | 12   | Ret  | 16   | 7    | 270    |
| 5    | ART Grand Prix        | 5   | 2    | Ret  | 7    | 3    | Ret | 9   | 16   | 10   | 14   | 14   | Ret | 15  | 15  | Ret | 14  | 18  | 9   | 11  | 9   | 14  | 7    | 4    | 11   | 14   | 201    |
| 5    | ART Grand Prix        | 6   | 4    | 5    | 6    | 1    | Ret | 13  | 4    | 2    | 2    | 21   | 11  | 11  | 17  | 7   | 3   | 2   | 6   | 1   | Ret | 13  | 19   | 6    | 21   | 12   | 201    |
| 6    | MP Motorsport         | 14  | 9    | 6    | 17   | 11   | 12  | 11  | 10   | 7    | 11   | 18   | 1   | 5   | Ret | NL  | 15  | 11  | 11  | 14  | 14  | 16  | 17   | 13   | 15   | 6    | 167    |
| 6    | MP Motorsport         | 15  | 8    | 1    | 13   | 13   | 5   | 16  | 7    | 6    | 10   | 12   | 7   | 1   | DSQ | 13  | 16  | Ret | 4   | 15  | Ret | 20  | 1    | 8    | 3    | 8    | 167    |
| 7    | Charouz Racing System | 11  | 7    | 2    | 19   | 12   | 7   | 6   | 6    | 3    | 5    | 4    | 10  | 19  | 4   | 6   | 8   | 4   | 3   | 2   | 18  | 17  | 16   | 3    | 12   | 13   | 137    |
| 7    | Charouz Racing System | 12  | 13   | 13   | 18   | 14   | 14  | 15  | 11   | 17   | 21   | 16   | 14  | 7   | 12  | 12  | 12  | 17  | 13  | 12  | 17  | 9   | 11   | 19†  | 10   | 11   | 137    |
| 8    | DAMS                  | 1   | Ret  | Ret  | 10   | 7    | 17  | 12  | 15   | Ret  | Ret  | NL   | 19† | NL  | 11  | 11  | 11  | 9   | 7   | 3   | Ret | 18  | 13   | 14   | 19   | 17   | 116    |
| 8    | DAMS                  | 2   | 5    | 3    | 8    | 2    | 9   | NC  | 8    | 1    | 15   | 7    | 9   | 10  | 6   | 10  | 7   | DSQ | 17  | 17  | 10  | 8   | 9    | 12   | 8    | 3    | 116    |
| 9    | Campos Racing         | 9   | 15   | 8    | 9    | 6    | 13  | 19  | 13   | 8    | 3    | 3    | 18† | 18  | 13  | 17  | 13  | 7   | Ret | 13  | 6   | 4   | 10   | 17†  | 14   | Ret  | 48     |
| 9    | Campos Racing         | 10  | 16   | 15   | 20   | 17   | 15  | 21  | 21   | 15   | 20   | 19   | 16  | 20  | Ret | 15  | 22  | 15  | 18  | 16  | 16  | Ret | 21   | 18   | 22   | 19   | 48     |
| 10   | BWT HWA Racelab       | 16  | Ret  | 18   | NL   | 16   | Ret | 14  | 18   | 11   | 19   | 11   | 12  | 16  | 16  | 8   | 17  | 17  | 8   | 20  | 15  | 12  | 22   | 10   | 13   | 20   | 13     |
| 10   | BWT HWA Racelab       | 17  | 6    | Ret  | 21   | 15   | 11  | 10  | 18   | 19   | 16   | 20   | Ret | 19  | 18  | 14  | 18  | 13  | Ret | Ret | 12  | Ret | 18   | Ret  | 18   | 21   | 13     |
| 11   | Trident               | 22  | 10   | 12   | 15   | 18   | Ret | 17  | Ret  | 16   | 18   | 15   | Ret | 12  | 8   | Ret | 19  | 11  | 15  | 10  | Ret | 19  | 15   | 9    | 20   | 15   | 6      |
| 11   | Trident               | 23  | Ret  | 17   | 16   | Ret  | Ret | 20  | 20   | 12   | 17   | 17   | 15  | 21  | 15  | Ret | 20  | 14  | 14  | 8   | 13  | 15  | 20   | 11   | 17   | 16   | 6      |
| Pos. | Equipe                | No. | RBR1 | RBR1 | RBR2 | RBR2 | HUN | HUN | SIL1 | SIL1 | SIL2 | SIL2 | CAT | CAT | SPA | SPA | MNZ | MNZ | MUG | MUG | SOC | SOC | BAR1 | BAR1 | BAR2 | BAR2 | Pontos |

| Cor        | Resultado             |
| ---------- | --------------------- |
| Ouro       | Vencedor              |
| Prata      | 2.º lugar             |
| Bronze     | 3.º lugar             |
| Verde      | Terminou, nos pontos  |
| Azul       | Terminou, sem pontos  |
| Púrpura    | Ret – Retirou-se      |
| Vermelho   | NQ – Não qualificado  |
| Preto      | DSQ – Desqualificado  |
| Branco     | NL – Não largou       |
| Branco     | C – Corrida cancelada |
| Azul claro | AT – Apenas Treino    |
| Sem cor    | NP – Não participou   |
| Sem cor    | Les – Lesionado       |
| Sem cor    | EX – Excluído         |